# Atletisme als Jocs Olímpics d'Estiu de 1920
Als Jocs Olímpics de 1920 celebrats a la ciutat d'Anvers (Bèlgica) es disputaren 29 proves d'atletisme, totes elles en categoria masculina. Les proves es disputaren a l'Estadi Olímpic d'Anvers entre els dies 15 i 23 d'agost.

## Detalls
En aquest edició s'eliminaren les antigues proves de salt dret, tant en la modalitat de llargada com d'alçada, així com els llançaments a dues mans en les modalitats de pes, disc i javelina. La marxa atlètica comptà amb una nova prova i s'introduïren dues modalitats de cross, una individual i una altra per equips, sent l'única vegada que aquest esport ha estat olímpic.

## Resum de medalles
| Prova                              | Or                                                                              | Argent                                                               | Bronze                                                                |
| 100 m detalls                      | Charles Paddock                                                                 | Morris Kirksey                                                       | Harry Edward                                                          |
| 200 m detalls                      | Allen Woodring                                                                  | Charles Paddock                                                      | Harry Edward                                                          |
| 400 m detalls                      | Bevil Rudd                                                                      | Guy Butler                                                           | Nils Engdahl                                                          |
| 800 m detalls                      | Albert Hill                                                                     | Earl Eby                                                             | Bevil Rudd                                                            |
| 1.500 m detalls                    | Albert Hill                                                                     | Philip Noel-Baker                                                    | Lawrence Shields                                                      |
| 5.000 m detalls                    | Joseph Guillemot                                                                | Paavo Nurmi                                                          | Eric Backman                                                          |
| 10.000 m detalls                   | Paavo Nurmi                                                                     | Joseph Guillemot                                                     | James Wilson                                                          |
| 110 m tanques detalls              | Earl Thomson                                                                    | Harold Barron                                                        | Frederic Murray                                                       |
| 400 m tanques detalls              | Frank Loomis                                                                    | John Norton                                                          | August Desch                                                          |
| 3.000 m obstacles detalls          | Percy Hodge                                                                     | Patrick Flynn                                                        | Ernesto Ambrosini                                                     |
| 4x100 m relleus detalls            | Estats UnitsCharles Paddock · Jackson Scholz · Loren Murchison · Morris Kirksey | FrançaRené Lorain · René Tirard · René Mourlon · Émile Ali-Khan      | SuèciaAgne Holmström · William Petersson · Sven Malm · Nils Sandström |
| 4x400 m relleus detalls            | Regne UnitCecil Griffiths · Robert Lindsay · John Ainsworth-Davies · Guy Butler | Sud-àfricaHenning Dafel Clarence Oldfield Jack Oosterlaak Bevil Rudd | FrançaGeorges André · Gaston Féry · Maurice Delvart · André Devaux    |
| 3.000 m llisos per equips detalls  | Estats UnitsHorace Brown · Arlie Schardt · Ivan Dresser                         | Regne UnitCharles Blewitt · Albert Hill · William Seagrove           | SuèciaEric Backman · Sven Lundgren · Edvin Wide                       |
| Marató detalls                     | Hannes Kolehmainen                                                              | Jüri Lossmann                                                        | Valerio Arri                                                          |
| 3 km marxa detalls                 | Ugo Frigerio                                                                    | George Parker                                                        | Richard Remer                                                         |
| 10 km marxa detalls                | Ugo Frigerio                                                                    | Joseph Pearman                                                       | Charles Gunn                                                          |
| Salt de llargada detalls           | William Petersson                                                               | Carl Johnson                                                         | Erik Abrahamsson                                                      |
| Triple salt detalls                | Vilho Tuulos                                                                    | Folke Jansson                                                        | Erik Almlöf                                                           |
| Salt d'alçada detalls              | Richmond Landon                                                                 | Harold Muller                                                        | Bo Ekelund                                                            |
| Salt de perxa detalls              | Frank Foss                                                                      | Henry Petersen                                                       | Edwin Myers                                                           |
| Llançament de pes detalls          | Ville Pörhölä                                                                   | Elmer Niklander                                                      | Harry Liversedge                                                      |
| Llançament de disc detalls         | Elmer Niklander                                                                 | Armas Taipale                                                        | Gus Pope                                                              |
| Llançament de martell detalls      | Patrick Ryan                                                                    | Carl Johan Lind                                                      | Basil Bennett                                                         |
| Llançament de javelina detalls     | Jonni Myyrä                                                                     | Urho Peltonen                                                        | Pekka Johansson                                                       |
| Llançament de pes de 25 kg detalls | Patrick McDonald                                                                | Patrick Ryan                                                         | Carl Johan Lind                                                       |
| Pentatló detalls                   | Eero Lehtonen                                                                   | Everett Bradley                                                      | Hugo Lahtinen                                                         |
| Decatló detalls                    | Helge Løvland                                                                   | Brutus Hamilton                                                      | Bertil Ohlson                                                         |
| Cros individual detalls            | Paavo Nurmi                                                                     | Eric Backman                                                         | Heikki Liimatainen                                                    |
| Cros per equips detalls            | FinlàndiaPaavo Nurmi · Heikki Liimatainen · Teodor Koskenniemi                  | Regne UnitJames Wilson · Anton Hegarty · Alfred Nichols              | SuèciaEric Backman · Gustaf Mattsson · Hilding Ekman                  |

## Medaller
| Posició | País         | Or | Argent | Bronze | Total |
| 1       | Estats Units | 9  | 12     | 8      | 29    |
| 2       | Finlàndia    | 9  | 4      | 3      | 16    |
| 3       | Regne Unit   | 4  | 4      | 4      | 12    |
| 4       | Itàlia       | 2  | 0      | 2      | 4     |
| 5       | Suècia       | 1  | 3      | 10     | 14    |
| 6       | França       | 1  | 2      | 1      | 4     |
| 7       | Sud-àfrica   | 1  | 1      | 1      | 3     |
| 8       | Canadà       | 1  | 0      | 0      | 1     |
| 8       | Noruega      | 1  | 0      | 0      | 1     |
| 10      | Austràlia    | 0  | 1      | 0      | 1     |
| 10      | Dinamarca    | 0  | 1      | 0      | 1     |
| 10      | Estònia      | 0  | 1      | 0      | 1     |